# Colibrí maragda de Brace
El colibrí maragda de Brace (Riccordia bracei) és un ocell extint de la família dels troquílids (Trochilidae) que habitava les illes septentrionals de les Bahames. Fins fa poc era inclosa al gènere Chlorostilbon.